# Leslie Charteris
Leslie Charteris (* 12. Mai 1907 in Singapur als Leslie Charles Bowyer-Yin; † 15. April 1993 in Windsor, England) war ein britisch-amerikanischer Krimi-Schriftsteller.

## Leben
Geboren wurde er als Leslie Charles Bowyer-Yin in der damals britischen Kronkolonie Singapur. Sein Vater war ein angesehener chinesischer Arzt, seine Mutter Engländerin. Schon auf den Privatschulen, die er besuchte, engagierte er sich in den Schülerzeitungen und mit 17 verkaufte er seine erste Geschichte. Nach der Schule änderte er seinen Namen offiziell in „Charteris“. Er begann ein Jura-Studium in Cambridge, das er aber abbrach, als seine ersten größeren Veröffentlichungen „X Esquire“ (1927) und „Begegnungen mit dem Tiger“ (1928) erfolgreich verliefen. Doch die Rückkehr von Bill Kennedy aus seinem ersten Roman und auch die folgenden beiden Romane konnten daran erst einmal nicht anknüpfen. Es war der Held aus „Begegnungen mit dem Tiger“, der ihn berühmt machen sollte: Simon Templar, genannt der Heilige (wegen der Initialen ST). Templar ist ein Dieb und Einbrecher, der sich seine Opfer in Robin-Hood-Manier unter denjenigen aussucht, die es verdient haben, bestohlen zu werden.
Noch 1930 erschienen zwei Romane und sechs Geschichten mit dem Heiligen und bis in die 1960er Jahre hinein schrieb er mit Ausnahme einiger Kurzgeschichten ausschließlich Abenteuer mit Simon Templar. 1932 wechselte er, wie viele britische Autoren, in die Vereinigten Staaten und schließlich nach Hollywood, wo er sich als Drehbuchautor versuchte. Auch schrieb er Hörspiele einer Sherlock-Holmes-Serie, die von dem bekannten Filmduo Basil Rathbone und Nigel Bruce gesprochen wurde. Als Ende der 1930er seine Saint-Abenteuer verfilmt wurden, trug auch er selbst ein paar Drehbücher dazu bei.
1942 erwarb er, nachdem es ihm wegen seiner asiatischen Abstammung lange nicht möglich gewesen war, die US-amerikanische Staatsbürgerschaft. Nach dem Krieg verließ er Hollywood und wurde Herausgeber der Zeitschrift Suspense. Später, von 1953 bis 1967 gab er das „The Saint Mystery Magazine“ heraus. 1963 erschienen auch seine letzten eigenen Simon-Templar-Geschichten, ab 1964 übernahmen andere Autoren die Fortsetzung der Reihe; lediglich bei zwei Romanen Anfang der 1970er arbeitete er noch einmal mit Fleming Lee zusammen, der wie er ein Mitglied von Mensa war, einem Verein Hochbegabter, die einen besonders hohen IQ vorweisen können.
Die britische Crime Writers' Association (CWA) ehrte ihn 1992 mit dem Cartier Diamond Dagger lifetime achievement award, ihrer höchsten Auszeichnung, für sein kriminalliterarisches Lebenswerk.
Neben den Krimis hatte er auch noch einige andere Interessen, die sich in Publikationen niederschlugen. Zeitweise schrieb er Artikel für das „Gourmet Magazine“, veröffentlichte ein Buch über spanische Grammatik und übersetzte ein Buch über Stierkampf. 1972 erschien als seine letzte Veröffentlichung ein Buch über die von ihm erfundene universelle Zeichensprache Paleneo. Danach zog er sich zurück und lebte bis zu seinem Tod 1993 in England und Frankreich.
Charteris war in vierter Ehe von 1952 bis zu seinem Tod mit der Schauspielerin Audrey Long (1922–2014) verheiratet.

## Werke
Simon Templar Reihe
- siehe dort

Weitere Romane
- 1927 X Esquire
  - Der Retter, dt. von Ravi Ravendro; P.J. Oestergaard, Berlin-Schöneberg 1932.
- 1928 The White Rider
  - Der weiße Reiter, dt. von Ravi Ravendro; P.J. Oestergaard, Berlin-Schöneberg 1932.
- 1929 The Bandit
- 1929 Daredevil
  - Ein Teufelskerl, dt. von Ravi Ravendro; Delta-Verlag, Berlin 1932.
- 1945 Lady on a Train

Sachbücher
- 1937 Juan Belmonte, Killer of Bulls; The Autobiography of a Matador
- 1964 Spanish for Fun
- 1972 Paleneo: A Universal Sign Language
- 1980 The Saint Meets the Tiger

Drehbücher
- 1933 Midnight Club
- 1940 The Saint´s Double Trouble
- 1941 The Saint´s Vacation
- 1941 The Saint in Palm Springs
- 1945 Lady on a Train (Die Dame im Zug)
- 1945 River Gang
- 1946 Two Smart People
- 1947 Tarzan and the Huntress (Tarzan wird gejagt)